# Maurice-Paul-Auguste Martin
Maurice-Paul-Auguste Martin, francoski general, * 1878, † 1952.